# Liparis ochracea
Liparis ochracea är en orkidéart som beskrevs av Henry Nicholas Ridley. Liparis ochracea ingår i släktet gulyxnen, och familjen orkidéer. Inga underarter finns listade i Catalogue of Life.